# Riccia muscicola
Riccia muscicola là một loài rêu trong họ Ricciaceae. Loài này được Stephani mô tả khoa học đầu tiên năm 1885.
Danh pháp khoa học của loài này chưa được làm sáng tỏ. 